# NGC 1586
NGC 1586 је спирална галаксија у сазвежђу Еридан која се налази на NGC листи објеката дубоког неба.
Деклинација објекта је - 0° 18' 19" а ректасцензија 4h 30m 38,2s. Привидна величина (магнитуда) објекта NGC 1586 износи 13,3 а фотографска магнитуда 14,1. Налази се на удаљености од 46,353 милиона парсека од Сунца. NGC 1586 је још познат и под ознакама UGC 3062, MCG 0-12-36, CGCG 393-27, PGC 15331.